# Tuticanus
Tuticanus là một chi nhện trong họ Ctenidae.